# Henri Deslandres
Henri-Alexandre Deslandres, född 24 juli 1853 i Paris, död där 15 januari 1948, var en fransk astronom och fysiker.
Deslandres blev 1908 direktor för astrofysikaliska observatoriet i Meudon. Hans arbeten omfattar en mängd undersökningar inom olika grenar av astrofysiken och spektralanalysen. Av epokgörande betydelse var hans undersökningar av företeelserna i solatmosfären. Ungefär samtidigt med och oberoende av amerikanen George Ellery Hale uppfann han den spektroheliografiska metoden för iakttagelse på fotografisk väg av protuberansernas och kromosfärens struktur. Metoden fullkomnades successivt av Deslandres och han gjorde med densamma, dels ensam, dels tillsammans med sina medarbetare och lärjungar, en mängd viktiga upptäckter angående solatmosfärens sammansättning, struktur och inre rörelser. Även inom stellarastronomin utförde han ett flertal värdefulla undersökningar, särskilt av stjärnornas spektra och radialrörelser. Han blev ledamot av Vetenskapssocieteten i Uppsala 1913 och av Vetenskapsakademien 1915.

## Utmärkelser
Henri Deslandres tilldelades Janssenmedaljen 1896, Royal Astronomical Societys guldmedalj och Henry Draper-medaljen 1913, Jules Janssens pris 1920 samt Brucemedaljen 1921.
Asteroiden 11763 Deslandres är uppkallad efter honom.